# Helikopter dizalica
Helikopter dizalica ili helikopter granik sve se više u posljednje vrijeme upotrebljava za prijenos tereta i za različite radove na teško pristupačnim terenima i mjestima gdje normalna dizalica uopće ne može raditi. U takve radove spadaju čelične montažne gradnje, postavljanje električnih dalekovoda i plinskih cjevovoda, montaža postrojenja procesne industrije i slično. Helikopter se može okomito spustiti i podići, što omogućuje dobro i sigurno podizanje tereta sa zemlje. Nedostatak je rada s helikopterom u tome što se podiže manja preciznost pri odlaganju tereta i veći udarci pri podizanju i odlaganju tereta nego kad je dizalica oslonjena na zemlju. Nezgodno je što pilot obično ne može promatrati obješeni teret, ali ima i tako građenih helikoptera koji to pilotu omogućuju.
Nosivost helikoptera iznosi od 1 do 8 tona, a očekuje se da će se u budućnosti povećati do 40 tona. Nosivost helikoptera dizalice na niskim temperaturama (u blizini točke smrzavanja) i za povoljnog vjetra (brzine od 5 do 10 m/s) dva puta je veća nego za mirnog vjetra (bez vjetra) i na temperaturi od + 20 °C. Zbog toga su hladniji jutarnji sati i hladnija godišnja doba povoljniji za rad helikoptera dizalice.